# Dalaguete
Dalaguete is een gemeente in de Filipijnse provincie Cebu. Bij de census van 2015 telde de gemeente ruim 67 duizend inwoners.

## Geografie

### Bestuurlijke indeling
Dalaguete is onderverdeeld in de volgende 33 barangays:
| - Ablayan - Babayongan - Balud - Banhigan - Bulak - Caliongan - Caleriohan - Casay - Catolohan - Cawayan - Consolacion | - Coro - Dugyan - Dumalan - Jolomaynon - Lanao - Langkas - Lumbang - Malones - Maloray - Mananggal - Manlapay | - Mantalongon - Nalhub - Obo - Obong - Panas - Poblacion - Sacsac - Tapun - Tuba - Salug - Tabon |

## Demografie
Dalaguete had bij de census van 2015 een inwoneraantal van 67.497 mensen. Dit waren 4.258 mensen (6,7%) meer dan bij de vorige census van 2010. Ten opzichte van de census van 2000 was het aantal inwoners gegroeid met 10.166 mensen (17,7%). De gemiddelde jaarlijkse groei in die periode kwam daarmee uit op 1,08%, hetgeen lager was dan het landelijk jaarlijks gemiddelde over deze periode (1,72%).

De bevolkingsdichtheid van Dalaguete was ten tijde van de laatste census, met 67.497 inwoners op 154,96 km², 435,6 mensen per km².